# Арожо, Алексис
Алексис Арожо (фр. Alexis Araujo; родился 7 декабря 1996 года, Туркуэн, Франция) — французский футболист португальского происхождения, полузащитник клуба «Ла Рош».

## Клубная карьера
Алексис является выпускником академии «Лилля», которую он окончил в 2013 году. Сразу после этого, футболист стал играть за вторую команду клуба, где дебютировал 31 августа 2013 года в поединке против «Руа Ньона». Быстро стал основным игроком команды, выступал в ней на протяжении двух с половиной сезонов.
С сезона 2015/16 стал подтягиваться к основной команде. 21 ноября 2015 года дебютировал в чемпионате Франции в поединке против «Труа», выйдя на замену на 87-й минуте вместо Эрика Ботеака. Зимой 2016 года отправился в аренду в футбольный клуб «Булонь», где провёл 14 игр и забил 2 мяча. Дебютировал за «Булонь» 29 января 2016 года в поединке против «Шамбли».
Летом 2016 года Арожо вернулся в «Лилль».
В октябре 2017 года на правах свободного агента присоединился к «Газелек Аяччо».